# حکومت نظامی (فیلم ۱۹۷۲)
حکومت نظامی (به انگلیسی: State Of Siege) فیلمی ساخته کوستا گاوراس (فیلمساز یونانی الاصل سینمای فرانسه) محصول مشترک کشورهای فرانسه، ایتالیا و آلمان غربی در سال ۱۹۷۲ است.

## بازیگران
| بازیگر          | نقش                 |
| --------------- | ------------------- |
| ژاک وبر         | هوگو                |
| ایو مونتان      | فیلیپ مایکل سانتوره |
| رناتو سالواتوری | سروان لوپز          |
| او. ئی. هاسه    | کارلوس              |

## جزئیات
- ژانر: سیاسی، درام
- رنگ: رنگی
- صدا: مونو
- لوکیشن: شیلی

## خلاصه فیلم
چریکهای چپ‌گرای توپامارو (جنبش آزادیبخش ملی اروگوئه) کنسول کشور برزیل و یک آمریکایی را گروگان می‌گیرند و مورد بازجویی قرار می‌دهند. آنها معتقدند که این آمریکایی (مایکل سانتوره) در پوشش کارشناس سازمان همکاری‌های عمرانی، پلیس سیاسی اروگوئه را برای سرکوب جنبش‌های دانشجویی و مردمی تعلیم می‌دهد و کنسول برزیل نیز عامل دیکتاتور وقت این کشور در اروگوئه است. توپاماروها با ارائه اسنادی اثبات می‌کنند که دولت اروگوئه از شکنجه و ترور شخصیت‌های آزادیخواه این کشور توسط نیروهای تحت تعلیم مایکل سانتوره مطلع است و صلاحیت ادامه حکومت را ندارد ازین رو احزاب چپ مجلس خواستار استعفای رئیس‌جمهور و کابینه او می‌شوند. با گروگان گرفتن یکی دیگر از کارمندان آمریکایی سازمان همکاری‌های عمرانی، دولت دست نشانده آمریکا در اروگوئه در آستانه سقوط قرار می‌گیرد که ناگهان پلیس سیاسی اروگوئه چند تن از رهبران توپامارو را دستگیر می‌کند. توپاماروها پیشنهاد مبادله زندانیان را می‌دهند که این پیشنهاد از طرف دولت رد می‌شود تصمیم بعدی آنها اعدام سانتوره است. دولت به خیال تخریب وجه توپاماروها در برابر این تصمیم سکوت می‌کند و مایکل سانتوره اعدام می‌شود.

## دیالوگ به یادماندنی
در فصلی از فیلم، بازجو (هوگو) خطاب به سانتوره اینچنین می‌گوید:
... شما (طرفداران امپریالیسم) مدعی هستید که از آزادی و دموکراسی دفاع می‌کنید ولی روشهای شما چیزی نیست جز جنگ، فاشیسم و شکنجه، با من هم عقیده‌اید آقای سانتوره؟

## توضیحات حاشیه فیلم
کوستا گاوراس می‌خواست که فیلم را حتماً در فضای آمریکای لاتین بسازد. کشور شیلی که در آن زمان، آلنده رهبری آنرا به عهده داشت برای فیلمبرداری انتخاب می‌شود (۱۹۷۲). یکسال پس از ساخت فیلم دولت آلنده به دست پینوشه سقوط می‌کند (۱۹۷۳). حدود ۳۰ نفر از بازیگران شیلیایی که در این فیلم نقش‌های اصلی و فرعی را به عهده داشتند در این زمان محکوم به اعدام، تبعیدهای بلند مدت و زندانی می‌شوند.